# 松平昭訓
松平 昭訓（まつだいら あきくに）は、江戸時代後期の水戸藩主一門。従五位下侍従。贈従三位。徳川昭武の同母兄。15代将軍・徳川慶喜の異母弟。

## 略歴
水戸藩の前藩主徳川斉昭の十四男として誕生した。母は万里小路睦子。幼名は余四麿。
文久3年（1863年）3月、16歳の昭訓は藩主である長兄の徳川慶篤と共に上洛した。慶篤は程なく江戸に帰ったが昭訓は留まり、京に駐屯した水戸藩兵（後の本圀寺勢）の将となった。朝廷と幕府、各藩の間を周旋する多忙な立場となり良く勤めたが、年若いだけに攘夷を生真面目に捉えており、表面攘夷を装っておきながら実行する気のない「ぶらかし策」が理解できず、心労が大きかったらしい。ついに6月頃から健康を害したが、世情騒がしい京において静養する状態にはなく、8月頃には病状が重くなり、国許の貞芳院（斉昭の正室）より京から帰って療養するよう勧められたが、国家非常のとき帰ることは出来ないと断った。8月16日、朝廷は昭訓の働きに対し、従五位下侍従に叙し、ついで左衛門佐の官名を賜った。いよいよ重篤となった11月19日、近習に墓は禁裏に向けた方角にするようの遺言を残し、11月23日に死去した。
孝明天皇は昭訓の病重篤（実際には死去）を聞き、特旨して従四位下に叙し、また昭訓の看病の名目で弟のいずれかを上洛させるよう、二条斉敬に内意を示した。結果、他家に養子入りしていなかった同母弟・余八麿（後の徳川昭武）が上洛し、昭訓の後任となった（翌年1月に上洛）。
元治元年（1864年）5月11日喪が発せられ、6月12日に京の東の鷲尾山長楽寺後に葬られた。
1911年（明治44年）6月1日、贈従三位。